# Geranomyia sagittifer
Geranomyia sagittifer là một loài ruồi trong họ Limoniidae. Chúng phân bố ở miền Australasia.